# Bylgides elegans
Bylgides elegans är en ringmaskart som först beskrevs av Johan Hjalmar Théel 1879.  Bylgides elegans ingår i släktet Bylgides och familjen Polynoidae. Arten har ej påträffats i Sverige. Inga underarter finns listade i Catalogue of Life.